# When We Was Fab
When We Was Fab  è un brano musicale scritto ed eseguito da George Harrison, incluso nell'album Cloud Nine del 1987. La canzone venne pubblicata su singolo in vari formati; l'unica altra traccia che appare in ogni formato è Zig Zag, estratta dal film Shanghai Surprise dell'anno precedente.

## Il brano
When We Was Fab venne composta a quattro mani da George Harrison e Jeff Lynne. Quest'ultimo co-produsse anche la traccia insieme a Harrison. Ci sono frequenti menzioni ai Beatles. Nella traccia appaiono anche Ringo Starr, Ray Cooper ed Elton John. Il testo del brano funge da nostalgico ricordo da parte di Harrison dei giorni della Beatlemania durante gli anni sessanta, quando i Beatles venivano definiti i "Fab Four" (abbreviazione di "Fabulous Four", i Favolosi Quattro). L'incisione contiene delle citazioni e dei rimandi alle sonorità psichedeliche che i Beatles aiutarono a rendere popolari nel 1967, attraverso l'impiego di sitar, violoncello, ed effetti suonati al contrario. Il singolo venne accompagnato da un videoclip musicale diretto da Kevin Godley e Lol Creme. Si tratta di una delle canzoni più celebri della carriera solista di Harrison, ed è stata inclusa nelle raccolte Best of Dark Horse 1976-1989 (1989) e Let It Roll: Songs by George Harrison (2009). Gli ascoltatori di AOR Radio hanno scelto When We Was Fab come loro nona canzone preferita di Harrison, ponendola tra Bangla Desh e Dream Away.

## Pubblicazione
Diciottesimo singolo di Harrison, due prime edizioni vennero pubblicate il 25 gennaio 1988. La versione standard era semplicemente When We Was Fab/Zig Zag, ed era stata pubblicata dalla Dark Horse Records con il numero di serie 928131-4; il singolo con il formato 12" (W 8131 T) aggiunge anche un differente mixaggio della traccia ed un remix del brano That's the Way It Goes dall'album Gone Troppo. Una settimana dopo questi primi due singoli, venne pubblicata un'edizione limitata con il formato di box-set; quest'ultima aveva una copertina leggermente differente ed un poster nel quale George indossava la sua uniforme mostrata sull'album Sgt. Pepper dei Beatles. L'8 febbraio furono pubblicate le ultime due edizioni: un CD da 3" (W 8131 CD) ed un picture disc da 12" (W 8131 TP), con lo stesso contenuto dell'originale singolo 12". Quest'ultima edizione del singolo presenta su una facciata la cover originale, e sull'altra una fotografia nello stile degli anni sessanta.
Il singolo giunse alla 25ª posizione nelle classifiche britanniche, mentre negli Stati Uniti raggiunse ala 23ª di Billboard Hot 100 e la 10ª dell'adult contemporary. Altre posizioni in classifica pervenute sono la 38º in Belgio, la 40º in Germania e la 52º nei Paesi Bassi. Per la canzone è stato realizzato un videoclip, trasmesso per la prima volta nel febbraio 1988 sul canale VH1, nel quale compaiono Harrison, Ringo Starr, Ray Cooper, Elton John e Jeff Lynne.
In Italia il videoclip di When We Was Fab fu presentato dallo stesso Harrison durante la sua partecipazione al Festival di Sanremo 1988 tra gli ospiti internazionali. In quell'occasione, George Harrison fu intervistato da Carlo Massarini al "Palarock" e ritirò il premio "Miglior Video dell'Anno", assegnatogli dalla giuria del Festival.

## Tracce singolo
7" W8131
1. When We Was Fab – 3:59
2. Zig Zag – 2:45

12" W8131T, 12" picture disc W8131TP, 3" CD W8131CD
1. When We Was Fab (unextended version)
2. Zig Zag – 2:45
3. That's the Way It Goes (remix)
4. When We Was Fab (reverse end)